# Goku
Son Goku, odnosno Kakarot, je glavni lik serijala Zmajeva kugla. 
Kakarot je njegovo Sajonsko ime. On je kao mali poslat na Zemlju da je uništi, ali je prilikom pada udario glavu i izgubio pamćenje, negirajući čak da je Sajonac. Detinjstvo je proveo sa čovekom koji ga je našao nakon pada, dedom Gohanom.
U originalnoj japanskoj verziji, glas mu tokom čitavog serijala daje Masako Nozava, dok engleska sinhronizacija ima mnogo više tumača. Kod nas glas mu daju Nenad Nenadović i Milan Tubić.

## Istorija
Gokua je usvojio deka Gohan dok je ovaj još bio mali. Njegov biološki otac je Bardok, a brat Radis. Majka mu je Gine, o kojoj se malo zna. Njegova žena je Či-Či koja zna u mnogim trenucima da bude provokativna i dosadna. Goku ima i dva sina: Gohana i Gotena. Goku veoma malo zna o svom ocu i za njega pretpostavlja da je isti kao i svi ostali Sajonci, pohlepan i željan moći, ali on ne zna da je Bardok žrtvovao svoj život u pokušaju da oslobodi Sajonce vlasti moćnog Freeze.

## Zmajeva kugla
U originalnoj japanskoj verziji Goku je predstavljen kao dečak koji živi u divljini. On upoznaje devojku po imenu Bulma kojoj se pridružuje u potrazi za Zmajevim kuglama. Ko skupi sve kugle, jedna želja će mu se ostvariti. U toku potrage za kuglama njih dvoje susreću pustinjskog bandita Jamaču koji je prvi Gokuov protivnik, ali kasnije im se pridružuje u potrazi. Goku poseduje Pitomi oblak (Machine Cloud) i štap koji može da se produži na veliku dužinu samo ako mu Goku naredi. Posle završetka potrage za kuglama, Goku odlazi da trenira kod Kornjačinog vrača, gde počinje njegov put ka najjačem borcu na svetu. Njemu se u treniranju pridružuje i Krilin koji je u početku njegov rival, ali kasnije postaje najbolji prijatelj.
Posle Svetskog turnira borilačkih veština gde je Goku učestvovao, on nastavlja svoju potragu za dekinom kuglom sa četiri zvezde. Na svom putu se mora suočiti sa surovom Armijom Crvene Mašne koja takođe traži sedam zmajevih kugli, a takođe njime ne predstavlja problem da u svojoj potrazi ubiju žene i decu. Goku uspeva da odoli napadima vojske koja je mnogo brojnija, pa su oni primorani da pozovu najpoznatijeg svetskog ubicu Tau Paja koji će imati zadatak da ubije Gokua. Ali na kraju Goku ubija Tau Paja i uništava svu vojsku.
Gokuov sledeći protivnik je Tenšinhan koji je učenik rivala Kornjačinog vrača, Ždralovog Vrača. Kao i Jamača, Tenšinhan će se kasnije boriti zajedno sa Gokuom.
Posle završetka 22. Svetskog turnira borilačkih veština iznenada se pojavljuje Demonski kralj Pikolo koji je želeo da ubije najbolje borce na svetu. U teškoj i do kraja neizvesnoj borbi Goku uspeva da pobedi kralja Pikola i da osveti smrt svog prijatelja Krilina. Nekoliko trenutaka pre svoje smrti Demoski kralj Pikolo uspeva da izbaci jaje iz sebe u kojem se nalazi Pikolo Junior.
Posle teške borbe sa Demonskim kraljem, Goku odlučuje da trenira kod Kamija, zaštitnika Zemlje. Kod Kamija trenira 3 godine spremajući se za 23. Svetski turnir borilačkih veština. Na turniru će se pojaviti i naslednik Demonskog kralja, Pikolo Junior. Pikolo će dokazati svima da je jak i da svi treba da ga se pribojavaju. Obojica će dospeti do finala gde će se voditi teška i neizvesna borba. Pikolo će doći u situaciju da mora da upotrebi Demonski talas (Chōbakuretsumaha) kako bi porazio Gokua. Talas pogađa Gokua, ali Goku ostaje neozleđen. Pošto je talas dosta izmorio i oštetio Pikola, Goku će upotrebiti svoje najjače oružje, Kamehame talas. On pogađa Pikola i kada se činilo da je Pikolo poražen, on iznenada ispaljuje iz svojih usta Energetski talas (Kuchikarakikouha). Tada je uspeo da rani Gokua i odlučuje da definitivno uništi Gokua tako što će mu lomiti delove tela sve dok Goku bude nepokretan. Pikolo skače u vis sa namerom da odigra svoj konačni potez, Eksplozivni demonski talas. Goku uspeva da se odbrani i iznenađuje Pikola kontranapadom koji ga je definitivno porazio i učinio Gokua šampionom.
Na kraju Zmajeve kugle Goku se venčava sa Či-Či.

#### Zmajeva kugla Z

##### Sajonska saga
Na početku Zmajeve kugle Z Goku je već osnovao porodicu sa Či-Či sa kojom ima sina Gohana. Iznenada se na Zemlji pojavljuje Radis, Gokuov brat. Radis informiše Gokua o njegovom Sajonskom poreklu i kako je kao mali poslat na Zemlju da je uništi, ali da je sve to zaboravio kada je glavom udario o kamen. Kada Goku odbija da nastavi misiju zbog koje je poslat na Zemlju, Radis ga pobeđuje u borbi i kidnapuje Gohana kako bi naterao Gokua da se predomisli.
Da bi pobedili Radisa, Pikolo i Goku moraju da udruže snage kako bi ga pobedili. Iako su zajedno mnogo jaki, ipak nisu dovoljno za Radisa. Radis će pobeđivati sve dok ga Goku ne uhvati s leđa i nagovori Pikola da ih ubije obojicu.
Pre nego sto umre, Radis saopštava Pikolou i Gokuu da će se na Zemlju za godinu dana spustiti Sajonci koji su mnogo jači od Radisa. Zato Goku želi da bude još jači. Zato na drugom svetu(raju)on mora preći Stazu Zmije kako bi stigao do Kralja Kaja koji će ga trenirati. Kod Kralja Kaja on je naučio nove tehnike i značajno je povećao svoju snagu. Njegovi prijatelji na Zemlji su uspeli da sakupe svih 7 Zmajevih kugli i ožive ga baš u trenutku kada su Sajonci pobeđivali u borbama.
Kada Goku stiže na Zemlju, većina boraca i njegovih prijatelja je poginulo. Napa je ubio Jamaču, Tenšinhana, Pikola i Čaosa. Goku je sada toliko jak da je veoma lako i brzo uspeo da pobedi Napu, ali kada se borio sa Vegetom, morao je da pruži svoj maksimum. Vegeta je mnogo jači od Gokua, ali Goku dobija malu pomoć od Gohana i Krilina koji su tu samo da zbune Vegetu. Na kraju borbe Krilin je krenuo da zada završni udarac i da ubije Vegetu, ali ga Goku zaustavlja i pušta Vegetu da ode sa Zemlje. Goku se nadao da će Vegeta, pošto mu je pošteđen život, postati dobar.

##### Namek Saga
Krilin, Gohan i Bulma odlaze na planetu Namek kako bi pronašli Zmajeve kugle sa te planete s namerom da ožive svoje prijatelje. Na svom putu da se priključi svojim prijateljima u potrazi, Goku trenira sa 100 puta jačom gravitacijom od Zemljine na putu do planete Namek.
Još jednom Goku stiže sa zakašnjenjem na borbu, ali taman na vreme da spasi Krilina, Gohana i Vegetu od Frizinih pomoćnika Ginju Snage (Ginyu Force). Gokua će iznenaditi napad Kapetena Ginju koji ima sposobnost da se prebacuje iz jednog tela u drugo. Ginju prvo teško ranjava sebe, pa zatim prelazi u Gokuovo telo. Goku uspeva da povrati svoje telo tako što će se podmetnuti ispred Vegete kada Ginju bude pokušao da zameni telo sa Vegetom.
Posle te borbe Gokua prebacuju u komoru kako bi ga oporavili za sledeću borbu u kojoj se bore jedni od najjačih boraca u svemiru, Vegeta i Friza. Borba Frize i Z Boraca je veoma napeta i čini se da je Friza suviše moćan za svoje protivnike. Čak i Gokuov najjači napad, Bomba duša neće imati nekog efekta na Frizu. Friza ubija Krilina i teško ranjava Pikola, ali tada Goku iznenada povećava svoju snagu i uspeva da se pretvori u legendarnog Super Sajonca. On uspeva da pobedi Frizu nekoliko trenutaka pre nego što planeta Namek eksplodira. Njegovi prijatelji koji su na Zemlji veruju da je Goku poginuo.

##### Android Saga
Kada se Goku vratio na Zemlju, on se suočio sa polu-sajoncem Tranksom, sinom Vegete i Bulme. Pošto ga je iskušao u borbi, Tranks daje Gokuu lek koji će ga zaštititi od bolesti koja će ga zadesiti u budućnosti. Takođe će ga upozoriti na dva androida koji će se pojaviti na Zemlji za tri godine i koji će imati zadatak da unište Zemlju.
U toku borbe sa Androidom #19 Goku je mnogo bolji i jači, ali iznenada ga sustiže bolest na koju ga je upozorio Tranks i on se povlači iz borbe. A Androida #19 uništava Vegeta. Goku je sve borbe sa androidima propustio zbog bolesti.
Kada je Sel apsorbovao Androida #17 i transformisao se u svoju drugu formu, Goku, Gohan, Vegeta i Tranks odlaze u Hiperboličnu vremensku komoru gde će trenirati godinu dana (a za to vreme na Zemlji če proći jedan dan). Vegeta i Budući Tranks prvi ulaze u komoru. Oni su toliko ojačali da su se jednostavno poigravali sa Selom u njegovoj drugoj formi. Vegeta dozvoljava Selu da apsorbuje Androida #18 kako bi bio još jači jer Vegeta ne želi da se bori sa slabim protivnikom. Sel se posle transformacije pretvorio u Perfektnog Sela, i tada su Vegeta i Tranks shvatili da ne mogu da se bore protiv Sela jer je suviše jak za njih.Umesto da ih dokrajči Sel organizuje turnir -Cell games-.Na tom turniru Goku će uspeti da se suprotstavi Selu, ali ni to nije dovoljno da se porazi Sel. Zato Goku odlučuje da u borbu pošalje Gohana koji ima samo 11 godina. Goku čak smatra da je Gohan jači od njega jer je on sada u napretku sa snagom i on značajno jača kada je ljut.
Gohan se veoma dobro borio sa Selom i bio je isprovociran od Sela da postane Super Sajonac 2, ali Gohan ga nije pobedio kada je imao priliku. Goku je prisiljen da se uključi u borbu i koristi svoju tehniku Trenutno Prebacivanje (Instant Transmission) kada je Sel hteo da izvrši samouništenje i samim tim da uništi Zemlju, ali Goku uspeva da izvrši svoju tehniku prebaci Sela i sebe kod Kralja Kaja gde Sel eksplodira uništavajući sebe i planetu Kralja Kaja, Gokua i Kralja Kaja. Taman kad su svi mislili da je gotovo Sel sa vraća još jači nego ranije. Posle teške borbe Gohan uz pomoć svih ostalih uspeva da konačno porazi Sela.

##### Bu saga
U zagrobnom životu Goku je proveo nekoliko godina na Drugom Svetu kako bi trenirao i učio. Tamo je upoznao nove prijatelje koji su došli sa svih strana Univerzuma i koji su bili idealni za borbu. Trenirajući sa njima, Gokuova snaga se drastično povećala. Jednog dana Goku dobija specijalno odobrenje da učestvuje na Turniru svetskih borilačkih veština ali samo jedan dan. On tamo susreće Videl, Gohanovu devojku iz srednje škole, koja je izgubila od boraca koji su jači od nje, Spopovica i Jamua. Njih je kontrolisao zli čarobnjak Babidi.
Superiorni Kai i njegov pomoćnik Kibito upozoravaju Z borce na Babidijev plan da oživi veoma opasnog monstruma, Madžin Bua. Z borci prate Spopovica do Babidijevog broda. Kada su ušli u brod, oni su morali da se bore sa Babidijevim pomoćnikom Daburom, kraljem svih demona, koji može da pretvori ljude u kamen.
Uz pomoć Babidija, Vegeta ponovo prlazi na stranu zla (Babidi ima sposobnost da kontroliše zlu stranu Vegetinog srca) i Goku je primoran da se bori sa Vegetom kao Super Sajonac 2 u dugo očekivanoj borbi. Goku zaustavlja borbu kada saznaje da je Madžin Bu (ovo je prva forma koju ćete videti, Debeli Bu) pušten i da se udružio sa Vegetom kako bi porazio Bu-a. Vegeta udara Gokua kako bi se on samo suočio se Buom. U toku borbe Vegeta ne može u potpunosti da da parira Buu i zato odlučuje da izvrši samouništenje kako bi ubio i sebe i Bua. Napad nema efekta na Bua jer se posle njega regeneriše.
Ubrzo posle buđenja, Goku ne može da oseti ni Vegetu ni Gohana i zato pretpostavlja da su poginuli. Zato odlazi kod Kamija i tamo ga leči Dende. Kada su se svi okupili, Goku im saopštava loše vesti. Sa malo vremena na Zemlji Goku odlučuje da nauči Tranksa i Gotena umetnosti spajanja (fuzije) koju je naučio na Drugom svetu tako da oni mogu imati neke šanse protiv Bua. Kada se Bu sprema za novo uništenje, Goku odlučuje da dozvoli Tranksu da ode do Zapadnog grada kako bi uzeo zmajev radar pre nego što ga uništi Bu zajedno sa celim gradom. On govori Buu da će u roku od dva dana dobiti protivnika koji će se boriti protiv njega. Goku pred svima pokazuje svu svoju snagu kao Super Sajonac 3. Goku je tada bio mnogo jači od Bua, ali ta transformacija mu je oduzimala mnogo energije i skraćivala vreme na Zemlji. Kako bi pomogao ljudima koji su ostali na planeti, Goku moli Bua da sačeka dva dana dok se ne pojavi borac koji će se boriti sa njim.
U posmrtnom životu Goku saznaje da je Gohan živ i da trenira kod Superiornog Kaja. Dok Gohan trenira, Goku posmatra borbu na Zemlji kroz kristalnu kuglu. Gohan, koji je svoju snagu mnogo pojačao, odlazi na Zemlju kako bi se suočio sa Buom. Ali on biva prevaren od strane Bua, pa zato Rou Dai Kaioshin odlučuje da da svoj život kako bi Goku ponovo oživeo i otišao da Zemlju. Goku dobija Potaru (minđuše za fiziju) sa planom da izvrši fuziju sa Gohanom. Ali Gohan gubi minđušu, i dok je traži, Goku odlučuje da se pretvori u Super Sajonca 3. U toku borbe Bu je apsorbovao Gohana.
U to vreme Vegeta biva oživljen i Goku odlučuje da sa njime izvrši fuziju. Novi borac se zove Vegeto.
Vegeto je mnogo nadjačao Super Bua, ali mu kasnije dozvoljava da ga apsorbuje u sebe kako bi spasao Gohana, Gotena, Tranksa i Pikola. U unutrašnjosti Bua, Vegetova transformacija prestaje da deluje. Dok su bežali sa svojim prijateljima, Vegeta uspeva da iz Super Bua izbaci Debelog Bua i samim tim Super Bua pretvori u Kid Bu-a.
Pre nego što će Kid Bu uništiti Zemlju, Kibito Kaj uspeva da preostalo stanovništvo Zemlje prebaci na svoju planetu. Ali pošto je planeta Zemlja uništena, samim tim su poginuli i Pikolo, Gohan, Goten i Tranks. Kid Bu uspeva da ih pronađe i tada Goku odlučuje da mu se suprotstavi. Ali Goku nije bio ni približno jak kao Bu pa je morao da pređe u svoju Super Sajonsku formu 3 da bi mu se ravnopravno suprotstavio. Ovde Vegeta priznaje da je Goku zaista jači od njega i da je to što je bio na Zemlji umesto na Vegeti (planeti) napravilo od njega boljeg ratnika od onoga što je on ikad bio.
Međutim ni u super sajonskoj formi Goku ne može da parira Kid Buu jer je izgubio veliku energiju zbog transformacije.
Zato Kibito Kaj i Dende putem tehnike trenutnog teletransporta idu na planetu Namek, skupljaju zmajeve kugle i od zmaja Polunge traže da stvori novu planetu Zemlju i da oživi pobijene Zemljane.Polunga je to uradio i onda je Goku rekao Dendeu putem telepatije da zaželi da mu Polunga dadne snagu.Na to zmaj Polunga odgovara da mu samo može vratiti izgubljenu snagu.Snaga mu se vraća, a onda Goku formira Genki Dama napad i zamoli sve Zemljane da mu dadnu energiju tako što će podići ruke ka nebu.Zahvat uspijeva i Kid Buu je uništen, a Goku u tom trenu zaželi da se Kid Buu reinkarnira u dobrog čovjeka da bi se opet borio sa njim.
Od tad su prošle godine, na turniru borilačkih veština se pojavljuje Goku sa unukom,Gohanovom petogodišnjom kćerkom Pan koja se je takođe prijavila na turnir.Na turnir se je prijavio i desetogodišnji dečak Uub koji je zapravo reinkarnacija Kid Buua.Goku odmah shvati ko je on i bori se sa njime.Videvši koliki ima potencijal, odlazi sa njim da ga trenira.Ovde se Zmajeva Kugla Z serijal završava.

## Zmajeva kugla GT
Deset godina kasnije,Goku i već odrasli Uub bore se u komori koja se nalazi ispod Zemljine osmatračnice.Tu se ponovo pojavljuje Pilaf sa Šaom i Mai, sve troje su već starci i u Kamijevom hramu pronalaze Definitivne Kugle koje je napravio Kami u svojoj mladosti.Tim kuglama pretvaraju Gokua u dete.Gokuu to nimalo ne smeta,čak je i srećan jer će tako moći još duže da živi i da se bori, ali onda mu Kralj Kai govori da odmah krene za potragu za tim zmajevim kuglama, inače će u suprotnom za godinu dana eksplodirati planeta na kojoj je želja ispunjena tim kuglama, a to je Zemlja.Problem je samo taj što se definitivne kugle ne raspršuju po celoj planeti, nego po celom Svemiru.
Zato Goku,Trunks i Pan odlaze da ih traže.Na putu sreću mnogo opasnosti, pogotovo kad sretnu doktora Mjua, vanzemaljca koji ima vojsku napravljenu od ljudi koji su pretvoreni u robote.Otkrivaju vrlo čudnog malog robota u Mjuevoj laboratoriji, zvanog Bejbi.Pokušavaju ga ubiti, ali on beži i ubija svog tvorca, doktora Mjua.Bejbi je slab, ali zato ima sposobnost da opseda tuđa tela i upravlja njima, a kad izađe iz tih tela, te osobe onda postaju njegovi podanici.On ulazi u Trunksovo telo, ali Trunks ga izbacuje i zamalo ubija svojom tehnikom.
Bejbi traži pogodno telo u koje će se moći useliti.
Zatim se Goku vraća na Zemlju, ali prekasno, jer Bejbi je opseo sve ljude i pretvorio ih u svoje podanike, a on se je nastanio u Vegetinom telu.
Prije nego je opseo Vegetu,Bejbi je priznao ko je.On je zapravo robot-klon i pripadnik naroda Tsufur, dobroćudnih stanovnika planete Vegete koje su Sajonci nemilosrdno pobili do zadnjeg.
Bejbi je napravljen od krvi kralja Tsufura i pretvoren je u robota.Tu se i otkriva tajna zašto Bejbi tako izgleda, jer su Tsufuri identični Zemljanima.
Zatim se Vegetino telo transformiše, kosa mu postaje bela, telesna visina i mišićavost se znato povećavaju, a dobija drugačije crte lica.U takvoj formi on je poznat kao Vegeta Bejbi.Tako je zapravo izgledao kralj Tsufura od čijih je gena napravljen Bejbi, pa je i to razlog promene Vegetinog tela.
Bejbi opseda sve Zemljane i šalje skoro sve na novu planetu Tsufur, sa ciljem da obnovi svoju rasu.Ali onda dolazi Pan i bori se, a Gokua je spasio Kibito Kaj koji ga je prebacio na svoju planetu.Pan i njen deda Satan zajedno sa debelim Buom beže od Bejbija.
Pan zamalo gine, ali je spašava Uub koji se je na vreme sakrio.Uub nije dovoljno jak da pobedi Vegeta Bejbija, pa se zato debeli Buu žrtvuje i apsorbuje se u njegovo telo.To je bilo moguće iako se radi o različitim bićima, zato što je debeli Buu zapravo dobra strana Mađin Bua, a Uub je reinkarnacija zlog Kid Bua.Uub se fizički ne menja, samo što mu se snaga povećava drastično.Ali ni u tom stanju nije toliko jak da pobedi Vegta Bejbija.
Kibito Kaj onda pomaže Gokuu da mu ponovo izraste rep da bi se pretvorio u majmuna kad pogleda u puni Mesec(što je osobina svih Sajonaca kad im je rep zdrav).Goku mora biti u supersajonskoj fazi da bi se pretvorio u zlatnog majmuna.
Goku se vraća, ali onda Bulma pravi mašinu kojom pomaže Vegeta Bejbiju(jer Vegetino telo nema rep, pa se ne može transformisati) i ovaj se takođe pretvara u zlatnog majmuna.
Međutim,Goku u tom stanju gubi razum, a Vegeta Bejbi ima potpuno očuvan razum, jer je to Vegetina osobina.Zato se Goku pretvara u super sajonsku formu 4,za koju je takođe potrebno da rep bude sačuvan.U toj fazi bori se dugo sa Vegeta Bejbijem i pobeđuje ga.Bejbi napušta Vegetino telo i beži, ali ga Goku ubija i baci ga na Sunce.
Zamlja zatim počinje polako da se uništava, jer je Bejbi iskoristio definitne zmajeve kugle za svoju želju.Ali Goku teletransportacijom prebaca sve stanovnike Zemlje na novu planetu Tsufur koju je Bejbi stvorio.
Međutim,Pikolo ostaje i odlučuje da pogine, kako bi definitivne kugle prestale da postoji, jer je on njihov tvorac.Zemlja eksplodira i on gine.
Uskoro se događa čudna stvar i Drugi Svet i svet živih postaju jedan svet.Samim tim svi mrtvi oživljavaju i vraćaju se na Zemlju da je napadnu.Vraćaju se doktor Mju i doktor Gero koji je stvorio androide i Cela i sa sobom dovedu novog androida fizički jednakog Androidu17.Zatim se taj android spaja u jedno telo sa pravim androidom17,a pre toga ubija Krilina.Tako nastaje super android17 koji je nepobedljiv.
Goku u supersajonskoj formi 4 nije ni približno jak kao Super17 i ovaj ga prosto onesposobi jednim udarcem.Ali onda se pojavi Krilinova žena,Android18,koja je zapravo sestra od androida17 i gađa superandroida17 svojom specijalnom tehnikom, ali bezuspešno.Međutim, u tom trenu duša njenog brata vraća sećanje i uspeva uspostaviti kontrolu nad celim telom i dopušta Gokuu da ga ubije.
Zatim traže zmajeve kugle da bi oživeli mrtve prijatelje, ali onda se pojavljuje čudni zmaj koji odmah odlazi.
Kibito Kaj se oglašava i kaže da su zmajeve kugle opsednute malignom energijom i da se je iz svake rodio po jedan zli zmaj.Jedini način da vrate kugle u normalu je da pobiju te zmajeve.Razlog toga je što se maligna energija kupi svaki put kad se neka želja zaželi i da je potrebno da prođe najmanje 100 godina da bi ta zla energija isparila, međutim, samo u 30 godina zaželjeno je preko 30 želja i to je i dovelo do takvog stanja.
Goku je sad primoran da pobedi 7 malignih zmajeva.Međutim, zmaj od četiri zvezde je ispao dobar,što semože objasniti time da je kugla od 4 zvezde bila Gokuova uspomena na dedu i da je ta ljubav prema toj kugli učinila da zli zmaj postane dobar.
Lako pobeđuje sve zmajeve, ali zmaj od jedne zvezde odnosno Ji Šing Long je nepobediv.Ali tad dolaze Gohan i ostali i daju Gokuu energiju.Goku je sad jači u svojoj formi Super Sajonac 4,ali onda Ji Šing Long apsorbuje u svoje telo ostale kugle i to ga čini daleko jačim.Zatim dolazi Vegeta kojem Bulma pomaže pomoću specijalne mašine da se pretvori u super sajonsku formu 4 i sa Gokuom napravi fuziju zvanu Gogeta.Gogeta je sad daleko jači od zlog zmaja, ali nije znao da je vreme fuzije kraće u supersajonskoj fazi4.Zato fuzija traje samo 10 minuta.Ji Šing Long pobeđuje borbu, ali u tom trenu,Goku skuplja energiju iz svih delova Univerzuma, tj.svi mu poklanjaju malo svoje energije i tako ubija zlog zmaja.
Zatim se pojavi pravi zmaj Šenlong i kaže Gokuu i ostalima da u narednih 100 godina neće moći koristiti zmajeve kugle.Goku ga zamoli da ipak vrati u život sve one koji su pobijeni od Bejbija,Super17 i Ji Šing Longa.Zmaj mu ispuni želju, ali pod uslovom da Goku pođe sa njim.Goku se pozdravlja sa svima i na kraju leteći na zmaju, sedam zmajevih kugli se apsorbuje u njegovo telo i on odjednom nestane.
100 godina kasnije na turniru borilačkih veština bore se Gokuov čukununuk i Vegetin čukununuk.Pan je već starica koja bodri svog unuka na turniru.Odjednom u gomili vidi Gokua kako gleda meč.Pođe za njim, ali on nestane.I na kraju, samo je prikazano kako Goku obilazi grad u kojem je imao toliko uspomena i na kraju se penje na svoj pitomi oblak, uzima svoju čarobnu motku i leti ka nebu.
Gokuova sudbina nije poznata niti je poznato šta se je dešavalo u tih 100 godina, niti je poznato da li je Goku bio mrtav.Verovatnije je da u tih 100 godina on bio nesvestan svega, dakle mrtva i fizički i duševno, da bi se posle 100 godina pojavio da se pozdravi od Zemlje pre nego što će zauvek otići na Drugi Svet.Ali to je samo jedna od pretpostavki.

## Zmajeva kugla Super
U najnovijem serijalu Zmajeve kugle koji je počeo sa emitovanjem 2015 godine u Japanu, radnja se dešava po završetku Z serijala a ne GT, glavni deo tj. 1 epizoda odmah počinje nakon što su Goku i Vegeta pobedili Madžin Bua i spasili Zemlju, Goku je prikazan kao farmer koji vozi traktor, kako bi ishranio svoju porodicu. Za to vreme,Bog uništenja po imenu Birus se probudio iz svog dugog sna, i sanjao je o Super Sajancu Bogu, biću koje je postalo toliko snažno da može da dobije moć koja je ravna moći Boga. Birus je pitao svog mentora Visa da li zna nešto o tome, a on mu je samo rekao o Sajancima koji mogu da povećaju svoju snagu i postanu Super Sajanci. Birus je bio zainteresovan o tome i Vis ga je odveo do Gokua, koji je trenirao na planeti kralja Kajia. Goku je postao Super Sajanac 3,ali ga je Birus porazio jednim udarcem. Birus je otišao na Zemlju gde je upoznao Vegitu, i rekao je da će uništiti Zemlju ako niko ne može postati Super Sajanac Bog. Goku je prizvao zmaja Šenrona i Šenron je rekao da je moguće da Sajanac postane Super Sajanac Bog ako se izvede poseban ritual sa 5 Super Sajanca koji daju svoju moć šestom Sajancu koji će se onda transformisati u Boga. Goku je to rekao ostalima,Gohan,Vegita,Tranks,Goten i Videl (koja je trudna i nosi Gohanovu ćerku koja je Sajanac) su izveli ritual i dali moć Gokuu koji je postao Super Sajanac Bog (kasnije poznat kao Super Sajanac Crveni zbog svoje crvene kose i aure). Goku je tada bio dovoljno jak da se bori prsa u prsa sa Birusom. Birus je odlučio da će Vis trenirati Gokua i Vegitu da bi postali još jači. Goku nije mnogo voleo Super Sajanca Crvenog zato što može da se transformiše samo uz pomoć pomoći drugih Sajanaca.
U drugoj sagi Zmajeve kugle Super,Goku i Vegita su trenirali sa Visom i Birusom i dobili novu transformaciju,Super Sajanac Plavi (pre je bila poznata kao Super Sajanac Bog Super Sajanac), koja je bila jača i bolja od Crvenog zato što Gokuu i Vegiti nije trebala ničija pomoć za transformaciju. Dok su Goku i Vegita trenirali,Sorbet, jedan od Frizinih pomoćnika je oživeo Frizu i Friza je trenirao mesecima, i,kao Goku i Vegita, dobio novu transformaciju koja je imala moć ravnu moći Boga, i nazvao je Zlatni Friza. Friza je posle krenuo u napad na Gokua. Pikolo,Gohan,Vegita i ostali Z borci su se borili sa Frizinim pomoćnicima dok se Goku borio sa Frizom. Goku je postao Super Sajanac Plavi, a Friza Zlatni Friza. Oni su bili jednake moći, ali je na kraju Friza varao tako što je rekao Sorbetu da se sakrije i kada mu se Goku približi da ga pogodi u srce. Kada ga je Sorbet pogodio,Goku je pao na zemlju i izgubio većinu moći. Kada se Friza spremao da ga ubije, došao je Vegita koji je takođe postao Super Sajanac Plavi, i skoro ubio Zlatnog Frizu, koji je pre smrti, uništio Zemlju. Z borci su jedini preživeli uz pomoć Visove i Birusove moći. Oni su leteli u velikoj kugli koju je stvorio Vis koja ih je zaštitila od eksplozije. Vis je vratio Gokua 5 minuta u prošlost tako da bi mogao da ubije Frizu pre nego što je uništio Zemlju.
U sledećoj sagi,Vegita i Goku su saznali da postoji 12 univerzuma, i da su Goku i Vegita u Univerzumu 7,i Birus je Bog uništenja Univerzuma 7. Bog uništenja Univerzuma 6,Čampa, i njegov mentor Vados su ušli u Univerzum 7 bez Birusovog odobrenja. Čampa i Vados su tražili Super Zmajeve kugle, objetke slične kao obične Zmajeve kugle, ali mogu da ostvare bilo kakvu želju, a obične zmajeve kugle imaju svoje granice. Super Zmajeve kugle su takođe veličine planete. Čampa je imao 6 kugli koje je čuvao oko beživotne planete, i tražio je sedmu, koju nije mogao da nađe u njegovom univerzumu, pa je tražio u Univerzumu sedam, pošto su Univerzum 6 i 7 dva bratska univerzuma (svaki univerzum ima svog bratskog univerzuma). Birus i Čampa su se posvađali oko toga što je Čampa ušao u Birusov univerzum, pa su organizovali turnir u Univerzumu 6. Univerzum 6 i 7 imaju svoje timove, i ako Univerzum 6 pobedi, onda će Čampa dobiti sedmu Super Zmajevu kuglu, i njegova želja biće da zameni Zemlju iz Univerzuma 7 sa uništenom Zemljom iz Univerzuma 6. Ako Univerzum 7 pobedi, onda će Birus dobiti 6 Super Zmajevih kugli koje ima Čampa. Tim Univerzuma 7 čine:Goku,Vegita,Pikolo, dobri Madžin Bu i misteriozni Monaka, a tim Univerzuma 6 su:Frost,Hit,Kaba,Botamo i Mageta. Frost je alternativni Friza iz Univerzuma 6,Hit je legendarni ubica koga niko nikada nije pobedio,Kaba je Sajanac iz Univerzuma 6,Botamo je žuti borac nalik medvedu i Mageta je mehanički čovek. Prva borba je bila između Gokua i Botame. Goku ga je brzo pobedio, i kasnije se susreo sa Frostom, od koga je izgubio. Frost je kasnije pobedio i Pikola. Saznalo se da je Frost varalica i da je koristio iglu sa kojom bi ubo protivnike i oni bi oslabili. Zbog toga su Goku i Pikolo vraćeni u igru, a Frostu je oduzeta igla. On se susreo sa Vegitom koji ga je sa lakoćom pobedio. Vegita se kasnije borio sa Magetom, i Kabom, i obojicu ih pobedio. Na kraju se susreo sa Hitom, jedinim koji nije pobeđen. Hit je pobedio Vegitu, a Vegita ga nije ni udario tokom borbe, i zatim se Hit susreo sa Gokuom. Posle duge borbe,Goku je shvatio da je Hit tako jak zato što koristi tehniku tako da vrati vreme 5 sekundi unazad i tako izbegne udarce ili udara protivnike. Goku je na kraju bio pobeđen. Jedino su ostali Dobri Bu,Pikolo i Monaka, a bilo je nerešeno,4-4,a cilj je da se dođe do 5. Birus je rekao Gokuu da je Monaka najjači borac ikada, i na Monaku se palo da se bori sa Hitom. Birus je znao da će da izgube, zato što je on koristio Monaku samo kao metaforu za Gokua da će uvek biti neko jači i da on mora da nastavi da trenira, a Monaka je u stvari bio običan vanzemaljac bez moći. Hit je to takođe saznao, i kada ga je preplašeni Monaka udario,što Hit nije ni osetio, on se bacio na zemlju i pravio da je izgubio, tako da je Univerzum 7 pobedio. Hit je to uradio zato što je otrkio da su borci Univerzuma 7 pravedni. Posle borbe, posetio ih je Omni-kralj po imeni Zeno, vladar svih 12 univerzuma, kome se mnogo svidela Gokuova moć i rekao je da će jednog dana da napravi takmičenje svih 12 univerzuma. Birus je takođe rekao Gokuu da je pre bilo 18 univerzuma ali se Zeno razbesneo i uništio 6,pa je ostalo samo 12. Posle takmičenja,Birus je uzeo 6 Super Zmajevih kugli, i saznao da je sedma u stvari planeta na kojoj je bilo takmičenje. Birusova želja je bila da se stvori planeta Zemlja u Univerzumu 6 ista kao i u Univerzumu 7,da bi Čampa mogao da uživa u dezertima planete Zemlje.
Kada su se vratili na Zemlju,Gokua i družinu je čekao Budući Tranks, koji je ponovo došao iz budućnosti sa njegovim vremeplovom. On je rekao da se novo zlo pojavilo u njegovoj budućnosti,Goku Blek, koji je u njegovoj budućnosti ubio Bulmu i skoro sve ljude. Dok su pričali o njemu, on se pojavio, koristeći svoj vremenski prsten. Sa njim on može da napravi portal sa kim ide kroz vreme. Goku i Goku Blek su se borili, ali je Goku Bleka portal usisao nazad u Tranksovu budućnost. Pre nego što ga je usisao, on je uništio Tranksov vremeplov, tako da je Tranks morao da čeka da se vremeplov popravi pre nego što on i ostali odu u njegovu budućnost za sladeći borbu sa Goku Blekom. Dok se vremeplov popravljao,Goku,Birus i Vis su otišli u Univerzum 10,gde su se nalazili Govasu i Zamasu,čuvari vremenskih prstena. Kada su došli,Govasu nije znao ništa o tome, i svi prstenovi su bili na sigurnom, i nijedan nije bio ukraden. Zamasu je imao sličan, skoro isti Ki kao Goku Blek (Ki je kao otisak prsta, svi imaju različiti, ali borci mogu da ga osete), zbog čega je bio sumnjiv Visu i Birusu. Kada su se vratili,Birusa je pozvao Omni-kralj Zeno i tražio je da se čuje sa Gokuom…Kasnije Goku dolazi kod Omni-kralja i obećava mu da će sljedeći put kad bude dolazio pozvati nekoga ko će se igrati sa njim i Omni mu daje dugme da ga pozove kad god bude želio.Nakon toga Tranks,Goku i Vegita putuju u budućnost se suočavaju sa Blekom i budućim Zamasuom i bivaju poraženi.Zamasu iz ovog vremena je besmrtan, dok je Blek dostigao transformaciju Super Sajanac Rozi.Oni su veoma moćan tim, jer Blek zapravo Zamasu iz Gokuove alternativne prošlosti, u kojoj je Zamasu ubio Govasua, ukrao Gokuovo tijelo i ubio Či Či i Gotena.U originalnom timeline Birus je ubio Zamasua.Kada su Trunks,Goku i Vegita ponovo pošli u budućnost bivaju ponovo poraženi,Trunks se transformiše u Super Sajanca Polu-Boga, to je transformacija slična običnom, ali ima božansku plavu auru.Goku i Vegeta se vraćaju u prošlost, dok Tranks nastavlja da se bori.Ubrzo zatim Goku dolazi kod Rošija koji ga uči Mafuba talas pomoć kojeg se zarobljavljaju zla bića.
Vraćaju se u budućnost, tu se pominju Đajrobi i ostali građani koji su preživjeli.Borba se nastavlja,Trunks nije uspio da zarobi Zamasua Mafubom.Vegita postaje jači od Bleka i pobjeđuje ga.Goku dobija Zamasua u borbi.Kada uoče da ne mogu pobijediti Zamasu i Blek se spajaju pomoću Kai minđuša i postaju užasno moćni.Udružene snage Tranksa,Goku i Vegite nisu bile dovoljne.Goku i Vegita se spajaju pomoću minđuša od Šina i Govasua u borca koji se zove Vegeto.Oni su spojeni veoma kratno, ali u toku borbe masakriraju Zamasua.Goku i Vegita se razdvajaju.Trunks veoma bijesan stvara duhovni mač sastavljen od ljubavi i snage svih peživljelih zemljana napada i ubija Zamasua koji nije bio besmrtan skroz zbog Bleka sa kojim se spojio.Nakon toga prikazuje lik Zamasua na nebu koji nije još uništen,Zamasu uništava sve i pokušava da postane univerzum, Goku pretiska dugme i poziva budućeg Omni-kralja koji uništava sve.Goku,Vegita,Tranks,Mai i Bolma bježe u prošlost.Borba je završena i Transovo vrijeme je uništeno, jedno što može da uradi je da se vrati u vrijeme prije nego što je Zamasu napao njegov svijet.Ubrzo Trunks se pozdravlja sa svima, posebno sa Gohanom koji je trenirao u tom momentu sa Pikolom i izgledao je kao da je povratio svoju mističnu formu.Nakon ove epizode slijede fileri i epizode koji prikazuju igranje bejzbola šestog i sedmog univerzuma,Arale, borbu Gokua i Hita,Gohanova gluma u filmu,Gohanov trening, skupljanje boraca za Turnir Univerzuma(Multiverse tournament) u kojem će onaj univerzum koji izgubi biti uništen.
Ova saga je smještena oko 2 godine nakon Tranks sage, predstavlja početak turnira univerzuma.Trunks i Goten neće moći da se bore, jer imaju samo 13 i 12 godina,Jamča neće htjeti da se bori, jer nije trenirao mnogo godina i boji se da ne bude uništen na turniru.Umjesto njega će se boriti Roši.Tim univerzuma 7 čine Goku,Vegita,Gohan,Dobri Bu,Pikolo,Android 17,Android 18,Tien, Krilin i Roši.Svi su oni trenirali kod Visa i postali mnogo jači pogotovo Gohan, to su uradili da bi bili u potpunosti spremni… Ovaj turnir je smješten 5 godina prije nego što je Goku upoznao Uuba.